# Влияние русского языка на болгарский язык
В течение истории болгарский и русский язык оказывали друг на друга взаимное влияние. Первоначально старославянский — или староболгарский в болгарской лингвистической традиции — влияет на русский. Затем во время болгарского национального возрождения сначала русский извод церковнославянского оказывает сильное влияние на болгарских писателей, готовя почву для последующего влияния самого русского языка.

## Лексика
Во время болгарского возрождения вводится светское образование, которое стимулирует внедрение новой научной, политической и культурной терминологии. Наиболее значимым источником в этом случае оказывается русский язык.
В болгарский проникают слова из различных частей речи русского языка, например:
- глаголы: наблюдавам, старая се, уважавам, заявявам, трогвам, преодолявам, преподавам, принадлежа и т. д.;
- существительные: разписка, дописка, сказка, доклад, данни, задача, покупка, обстановка, випуск, хазяин и т. д.;
- прилагательные: усърден, сложен, способен, опасен, бивш, необходим, необятен, необозрим, преждевременен и т. д.;
- наречия: непременно, даже, вероятно и т. д.

Процесс проникновения заимствований проходил сложно и многосторонне, большая часть слов была ассимилирована в соответствии с фонетическими особенностями болгарского языка (например, усърден вместо усерден).
Влияние русского языка на болгарскую лексику происходит, главным образом, в области литературной лексики, а не разговорной. Заимствование разговорных слов достаточно редко (например, хазяин из хозяин).
В процессе заимствований проникает также ряд слов, для которых уже существовали исконные болгарские, например: съблюдавам (исконное — спазвам), обезателен (задължителен), давление (натиск), осторожен (предпазлив) и т. д.
Из церковнославянского и русского в болгарский проникает и много сложных слов, например:
- существительные: благоденствие, местопроизшествие, местопрестъпление, словосъчетание, местоимение, езикознание и т. д.;
- прилагательные: първоначален, самоуверен, благоразумен и т. д.

По образцу сложных слов, заимствованных из русского, в болгарском самостоятельно образуются новые сложные слова: ветропоказател, бързопис, денонощие, високоговорител и пр.
Посредством русского в болгарский проникает множество слов из международной лексики, например: конституция, революция, плюс, минус, режисьор, музика, варваризъм, полюс, автор, ревизор и т. д.

## Словообразование
Хотя в болгарских говорах существуют отглагольные существительные с суффиксом -не (ходене, гледане, приемане, обръщане), под влиянием русского в болгарский массово входят отглагольные существительные с суффиксом -ние (подробнее см. статью).
Под влиянием русского в болгарский входит ряд слов, образованных с помощью следующих суффиксов:
- существительные с суффиксом -ие: известие, отличие, условие, събитие и т. д.
- существительные с суффиксом -ство и -ствие: равенство, количество, качество, приветствие, отсъствие и т. д. Суффикс -ство существует в болгарских говорах (например, робство, Рождество), но из-за заимствований из русского его роль усиливается.
- прилагательные с суффиксом -ствен: качествен, свойствен, веществен, естествен и т. д.
- глаголы с суффиксом -ствувам > -ствам, например: свидетелствам, учителствам, приветствам и т. д.
- существительные с суффиксом -тел для обозначения рода деятельности и предметов для выполнения действий: възпитател, просветител, доброжелател и т. д. В болгарских говорах для образования таких существительных используется суффикс -ач, таким образом, образуются пары существительных, которые часто не являются синонимами, например: носач — носител, пазач — пазител, писач — писател и т. д. Суффикс -тел стал продуктивным в болгарском, и с его помощью был образован ряд новых слов: предпазител, разклонител, чистител, почистител и т. д.
- прилагательные с суффиксом -телен: последователен, доброжелателен, поучителен и т. д.
- прилагательные с суффиксом -ист и -оват: хълмист, цветист, петнист, продълговат, простоват и т. д.
- в области глагольной лексики входят глаголы с приставками с корнями, которые также существуют в болгарском. Заимствованные глаголы только частично оболгариваются: получавам (ср. болг. сполучвам), наслаждавам се (ср. подслаждам), изучавам (ср. проучвам) и т. д.
- существует ряд других глаголов, которые проникли, вероятно, таким же образом, например: побеждавам, награждавам, съкращавам, размишлявам, употребявам и т. д. Некоторые из них были ассимилированы фонетически: провъзгласявам, прекратявам, представям и т. д.
- по образцу русских глаголов с суффиксом -ничать в болгарском образуется ряд глаголов с суффиксом -нича: нервнича, посреднича, сътруднича, угоднича и т. д.

## Фразеологизмы
Современный болгарский язык заимствовал из русского ряд устойчивых выражений: обръщам внимание, имам значение, вземам участие, в състояние съм, в това отношение, с голямо внимание, желателно е, естествено е, в продължение на, действам пред някого, намирам се в трудно положение и т. д.

## Части речи
Сегашно деятелно причастие (действительное причастие настоящего времени) — это новшество в новоболгарском литературном языке, которое восстанавливает исчезнувшую в говорах староболгарскую (старословянскую) часть речи. Его возрождению сначала способствует церковнославянский, а позже и русский язык. Позже, к концу XIX века формы действительного причастия, заимствованные из русского языка книжным путем, адаптировались к морфологии болгарских глаголов и, таким образом, вошли в систему болгарского спряжения. В современной разговорной речи эта форма причастия обычно заменяется на конструкцию «относительное местоимение + глагол», например, вместо намиращ се — който се намира.

## Научная терминология
Во время национального возрождения болгарский заимствует научную терминологию первоначально из церковнославянского языка, а затем из русского.

### Лингвистика
Первые болгарские грамматические термины появляются в «Рыбном букваре» Петра Берона (1824), они были заимствованы из церковнославянского: име, прилагателно, член, местоимение, предлог, глагол, наречие. Позже эта терминология дополняется другими болгарскими учеными, такими как Неофит Рилски, Христаки Павлович и др., которые также используют церковнославянские или русских термины, несмотря на то, что для типичных болгарских глагольных времён постепенно создается чисто болгарская терминология.
Основная часть болгарских грамматических терминов образована прилагательными с суффиксом -телен: съществително (име), прилагателно (име), нарицателно (съществително), действителен или деятелен (залог), повелително (наклонение), възклицателно (изречение) и т. д. Другая часть — образуется от отглагольных существительных на -ние: наклонение, окончание, склонение, спрежение, определение и т. д., или от абстрактных существительных на -ие: наречие, междуметие, причастие, местоимение и т. д.
Большая часть лингвистической терминологии в болгарском также образована под влиянием русского языка: управление (на глагола) (= рекция), ударение, придихание, подчинение (в изречението) и т. д. Часть терминологии нерусского происхождения также были заимствована через русский язык: инфинитив, изоглоса, морфология, морфемя и т. д.

## Примеры заимствований из русского языка
- Общественно-политические термины:
  - заведение
  - предприятие
  - учреждение (русское новообразование с болгарским жд)
  - завещание (старослав. завѣтъ, завѣштати)
- Слова с русской фонетикой:
  - русское полногласие
    - оборот, срав. болг. обрат

  - порядък, порядъчен и т. д. (старослав. рѧдъ, новоболг. ред)
  - възмутен, възмутителен, възмущавам, възмущение (старослав. възмѫтити и възмѧсти, възмѫштенье)
  - смущение (старослав. съмѫштенье)
  - ядро (старослав. ѩдро — скоро, быстро, новоболг. едър)
  - част (старослав. чѧсть, новоболг. чест, често)
  - щастие (заимствовано, когда в России ещё писалось с начальным щ; этимологически правильная русская форма — счастье)
  - щадя и его производные (старослав. штѧдѣти)
  - нужен вместо исконного нужден (от нужда) (старослав. ноуждьнъ или нѫждьнъ)
  - блуд и производные (старослав. блѧдь — вздор, выдумки; разврат или блѫдъ — разврат)
- производные от жизн-; болгарская форма — живот-.
- забвение (старослав. забъвенье от глагола забыти, забѫдѫ)
- влияние (в русском языке от французского «influence» на основе глагола вливать)
- предлог чрез (вытеснил предлог през, в качестве чрез используется в абстрактном значении)
- прочее
- непонятен